# Frontières de l'Empire romain
Les frontières de l'Empire romain, qui ont fluctué tout au long de l'histoire de l'empire, ont été réalisées comme une combinaison de routes militaires et de forts reliés, de frontières naturelles (notamment le Rhin et le Danube) et de fortifications artificielles qui séparaient les terres de l'empire des terres non conquises.

## Étymologie

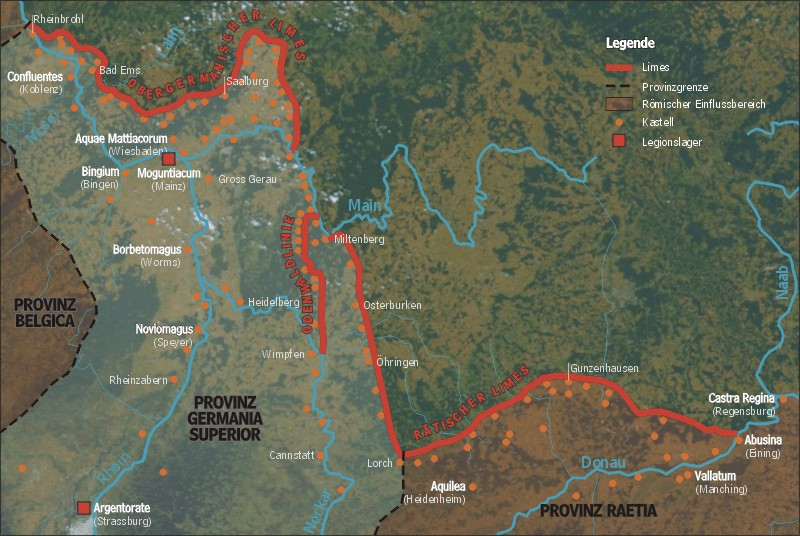
Le limes qui protégeait l'Empire des raids allemands.

Le mot limes est parfois utilisé par les historiens pour désigner la frontière de l'Empire romain, mais n'était pas utilisé par les Romains en tant que tel. Après le troisième siècle, c'était un terme administratif désignant un district militaire, commandé par un dux limitis
Le nom latin limes avait plusieurs significations différentes : un chemin ou un sentier délimitant les limites des champs ; une ligne de démarcation ou un marqueur ; n'importe quelle route ou chemin ; n'importe quel canal, tel qu'un canal de flux ; ou toute distinction ou différence entre deux choses.
En Britannia, l'Empire a construit deux murs l'un derrière l'autre ; pour la Maurétanie, il y avait un seul mur avec des forts des deux côtés. Dans d'autres endroits, comme dans les provinces de Syrie et d'Arabie, il n'y avait pas de mur continu ; au lieu de cela, il y avait un réseau de colonies frontalières et de forts occupés par l'armée romaine. En Dacie, les limites entre la mer Noire et le Danube étaient un caractérisé par des murailles de défense : le Limes Moesiae (en).

## La frontière Nord

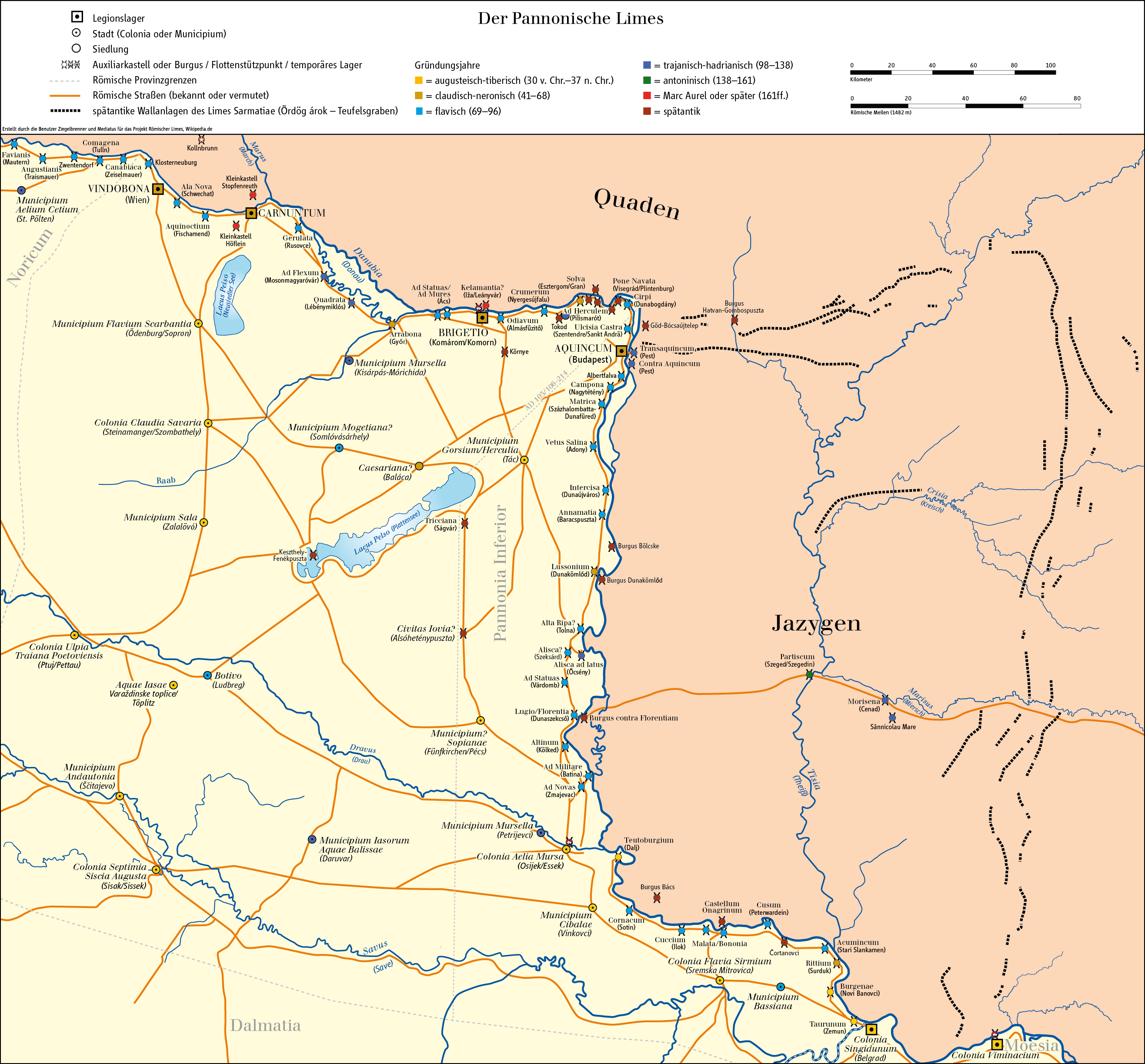
Carte du limes en Autriche, Slovaquie, Hongrie, Croatie et Serbie actuelles.

En Europe continentale, les frontières étaient généralement bien définies, suivant généralement le cours des grands fleuves comme le Rhin et le Danube. Néanmoins, ces frontières n’étaient pas toujours définitives ; la province de Dacie, correspondant à l'actuelle Roumanie, était entièrement de l'autre côté du Danube, et la province de Germania Magna, qu'il ne faut pas confondre avec la Germanie inférieure et la Germanie supérieure, était le territoire situé entre le Rhin, le Danube et l'Elbe (bien que cette province ait été perdue trois ans après sa création à la suite de la bataille de Teutobourg).

Localisation du mur d'Hadrien et du mur d'Antonin en Écosse et dans le nord de l'Angleterre.

En Grande-Bretagne, Hadrien et Antonin le Pieux construisirent des défenses pour protéger la province de Britannia des Calédoniens. Le mur d'Hadrien, construit en 122, abritait une garnison de 10 000 soldats, tandis que le mur d'Antonin, fondé vingt ans plus tard, fut abandonné en 164 et brièvement réoccupé en 208, sous le règne de Septime Sévère.

## La frontière Est
Les frontières orientales ont changé à plusieurs reprises, l'Empire romain étant confronté à deux puissances majeures, l'Empire parthe puis l'Empire sassanide. Les Parthes étaient un groupe de peuples iraniens dirigeant la majeure partie du Grand Iran, c'est-à-dire l'Iran actuel, l'ouest de l'Irak, l'Arménie et la région du Caucase. Les Sassanides succédèrent aux Parthes en 224 et furent l'une des principales puissances mondiales aux côtés de l'Empire romain d'Orient, pendant une période de plus de 400 ans.

## La frontière Sud

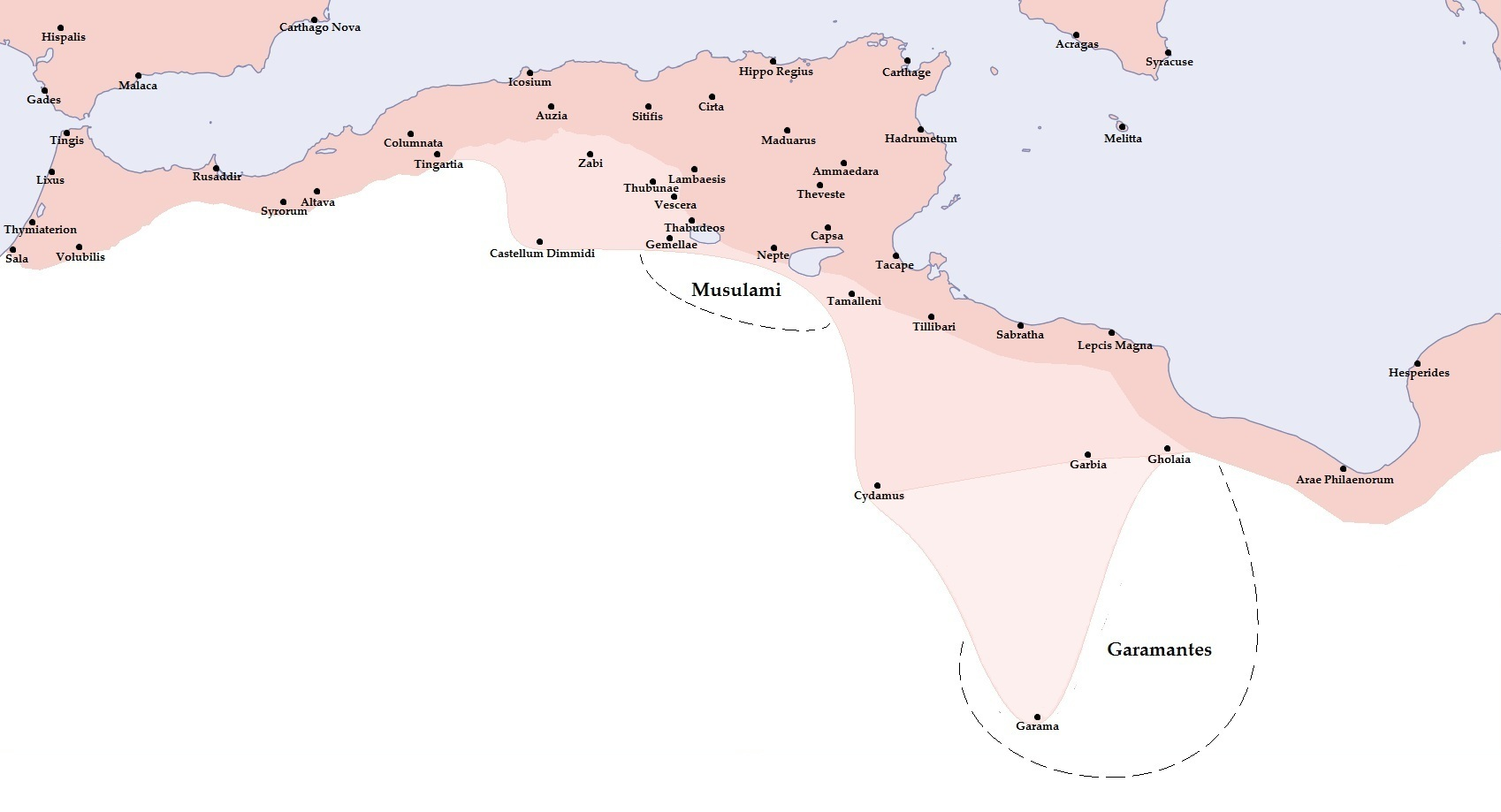
Le limes africanus sous Septime Sévère, en 203 (frontière de l'Afrique romaine à la fin du IIe siècle en bronze foncé ; limes tripolitanus étendu sous Septime Sévère en bronze moyen, présence militaire brève dans la capitale des Garamantes en bronze clair).

Dans la plus grande étendue de l'Empire, la frontière sud s'étendait le long du désert d'Arabie au Moyen-Orient et du Sahara en Afrique du Nord, ce qui représentait une barrière naturelle empêchant de futures conquêtes. L'Empire contrôlait les rives de la Méditerranée et les chaînes de montagnes plus à l'intérieur des terres. Les Romains ont tenté à deux reprises d'occuper l'oasis de Siwa et l'ont finalement utilisé comme lieu d'exil. Cependant, les Romains contrôlaient le Nil sur plusieurs kilomètres en Afrique jusqu'à Syène, Bérénice, Hyerasykaminos et même Qasr Ibrim (le plus méridional de tous), près de la frontière moderne entre l'Égypte et le Soudan, puis Méroé, située proche du tropique du cancer.La période pendant laquelle chaque ville susmentionnée représentait la dernière frontière de Rome est incertaine.
En Afrique, les Romains contrôlaient la zone située au nord du Sahara, de l'océan Atlantique jusqu'à l'Égypte, les frontières étant contrôlées par de nombreuses sections de fortifications telles que le limes arabicus, le limes mauretaniae, le limes africanus, la fossa regia, le limes tripolitanus, le limes numidiae, etc.
Au sud de la province de Maurétanie tingitane, les Romains ont créé un limes au IIIe siècle, au nord de la zone actuelle de Casablanca, près de Sala et s'étendant jusqu'à Volubilis.
Septime Sévère élargit considérablement le « Limes Tripolitanus », en maintenant même brièvement une présence militaire dans la capitale garamantes, Garama, en 203. Une grande partie du succès initial de la campagne a été obtenue par Quintus Anicius Faustus, le légat de la Legio III Augusta.
À la suite de ses conquêtes en Afrique, l'Empire romain a atteint son apogée territoriale sous le règne de Septime Sévère, sous lequel l'empire englobait une superficie de 5 millions de km².

Table de Peutinger

## Lectures complémentaires
- Brise, David J. 2011. Les frontières de la Rome impériale. Barnsley, Royaume-Uni : stylo et épée.
- Cordoue, Orietta Dora. 2012. « Écosystèmes historiques. Frontière romaine et arrière-pays économiques en Afrique du Nord ». Histoire 61.4 : 458-494.
- Dyson, Stéphane. 1985. La création de la frontière romaine. Princeton, New Jersey : Princeton Univ. Presse.
- Gambash, Gil. 2015. Rome et la résistance provinciale. Londres : Routledge.
- Heckster, Olivier et Ted Kaizer, éd. 2011. Frontières dans le monde romain : Actes du neuvième atelier du réseau international Impact of Empire . Leiden, Pays-Bas : Brill.
- Hingley, Richard. 2012. Le mur d'Hadrien : une vie. Oxford : Université d'Oxford. Presse.
- Isaac, Benjamin. 2000. Les limites de l'Empire : l'armée romaine à l'Est. Rév. éd. Oxford : Université d'Oxford. Presse.
- Keppie, Laurent. 2012. La redécouverte antiquaire du mur d'Antonin. Édimbourg : Société des Antiquaires d'Écosse.
- Sterk, Andrea. 2010. « Mission d'en bas : femmes captives et conversion à la frontière romaine orientale ». Histoire de l'Église 79.1:1-39.
- Zietsman, JC 2009. « Traverser la frontière romaine : l'Egypte à Rome (et au-delà) ». Actes classiques 52 : 1-21.